# Afra z Augsburga

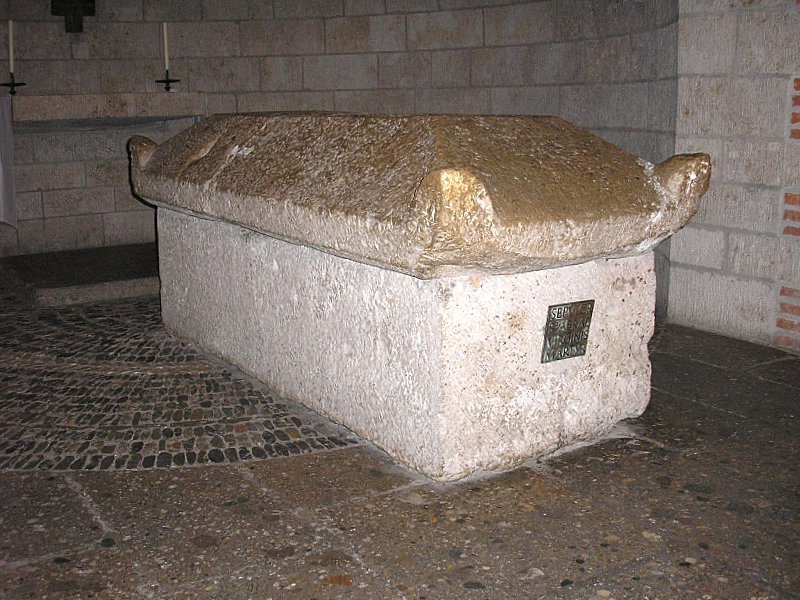
Sarkofag św. Afry w podziemiach bazyliki św. Ulryka i św. Afry w Augsburgu.

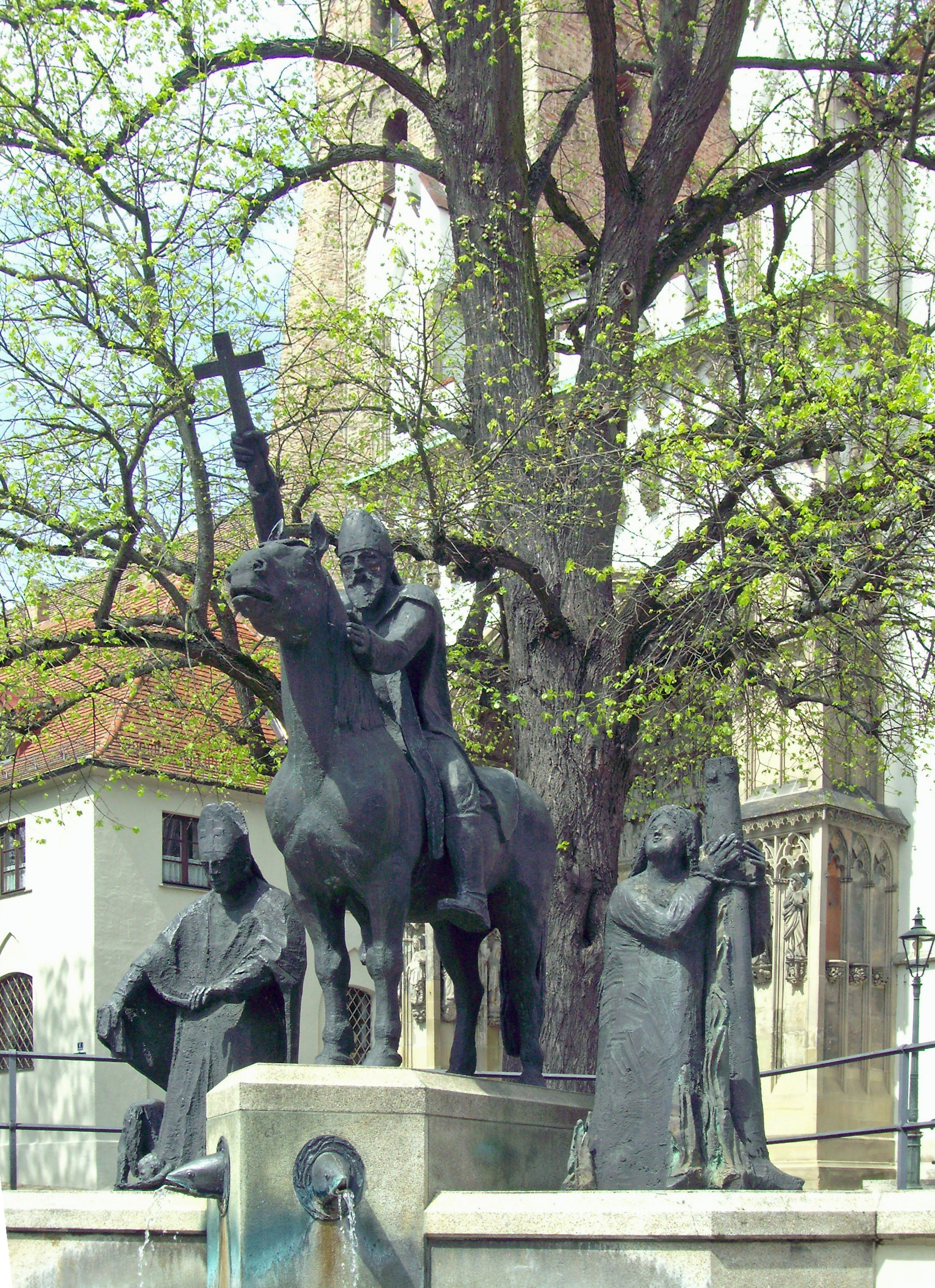
Posągi trzech patronów diecezji augsburskiej przed katedrą w Augsburgu, od lewej: św. Simpert, św. Ulryk i św. Afra.

Afra z Augsburga (zm. ok. 304 na wyspie na rzece Lech, prawdopodobnie w pobliżu dzisiejszego miasta Friedberg) – męczennica chrześcijańska, żyjąca na terenie dzisiejszej Bawarii, święta Kościoła katolickiego.

## Życie
Nie ma pewnych faktów, jeśli chodzi o życie św. Afry. Wiele z nich opiera się na przekazywanych ustnie legendach. Według jednej z nich matka Afry, Hilaria (późniejsza święta) miała być żoną króla Cypru. Po tym jak został on zabity, obie z córką opuściły Cypr i udały się do Rzymu, gdzie Hilaria ofiarowała swą córkę jako rytualną prostytutkę bogini Wenus.
Później Afra wraz z trzema towarzyszkami: Dygną, Eunomią i Eutropią udały się do Augsburga, gdzie znalazły zajęcie jako nierządnice w miejscowym domu schadzek. Tam pewnego dnia spotkały biskupa Narcyza z Gerony, który uciekał wraz z towarzyszami przed prześladowaniami. Okazało się szybko, że Narcyz nie jest klientem domu schadzek, lecz duchownym. Pod jego wpływem Afra nawróciła się na chrześcijaństwo a następnie przyjęła z jego rąk chrzest. Chrzest przyjęły także jej towarzyszki i pozostali domownicy. Po wyjeździe biskupa Narcyza rozpoczęły się prześladowania nowo nawróconych. W trakcie prześladowań pojmano też Afrę i namawiano ją, by powróciła do kultu Wenus i związanego z nim nierządu. Afra pozostała jednak przy nowej wierze, więc skazano ją na karę śmierci przez spalenie. 7 sierpnia ok. 304 r. (co poświadczają historyczne dokumenty) zaprowadzono Afrę na wyspę na rzece Lech (prawdopodobnie w pobliżu obecnego Friedbergu), przywiązano do słupa, obłożono chrustem i podpalono.
Znany poeta łaciński Wenancjusz Fortunat, żyjący w epoce Merowingów wymienił Augsburg jako miejsce pogrzebu Afry; wspominał też o jej męczeństwie.
W 1064 odkryto w Augsburgu rzymski sarkofag z nadpalonym ciałem niewieścim. Umieszczono je w kościele, który nosi dziś tytuł świętych Afry i Ulryka. Rok ten przyjmowany jest przez niektóre źródła jako data kanonizacji.
6 sierpnia 1177 w Lechfeldorf (dzisiejszy Friedberg), miejscu przypuszczalnej śmierci Afry, papież Aleksander III zatwierdził przynależność miejscowego kościoła św. Afry na Polach do klasztoru pod wezwaniem św. Afry i św. Ulryka w Augsburgu.

## Kult
Patronat
Afra jest patronką: Augsburga, pokutnic, nawróconych prostytutek i dusz czyśćcowych. Występuje jako opiekunka leczniczych ziół i współpatronka diecezji augsburskiej (obok św. Ulryka i św. Simperta) oraz jako święta wzywana w przypadkach zagrożenia pożarem.
Dzień obchodów
Liturgiczne wspomnienie św. Afry w kościele katolickim przypada w dniu 7 sierpnia.
Ikonografia
W ikonografii św. Afra jest przedstawiana w szatach z epoki. Zazwyczaj z palmą męczeństwa i koroną, przywiązana do drzewa, na płonącym stosie z drewna. Jej atrybutami są kolumna lub pal do której jest przywiązana, palma męczeństwa, płonący stos, szyszka pinii.
Świątynie pw. św. Afry
- Bazylika św. Ulryka i św. Afry w Augsburgu. W jej podziemiach znajduje się sarkofag ze szczątkami przypisywanymi świętej.
- Kaplica św. Afry w katedrze w Spirze.
- Sanktuarium św. Afry w Sant Gregori (Katalonia, Hiszpania).
- Kościół św. Afry w Miśni (Saksonia)